# Jurassic Park: Rampage Edition
Jurassic Park: Rampage Edition (с англ. — «Парк Юрского периода: Яростное издание») — видеоигра в жанре action-adventure, разработанная компанией BlueSky Software и изданная Sega в 1994 году для консоли Sega Genesis.
Игра не базируется на фильме, как это было в случае с оригиналом. Также, несмотря на то, что игру принято считать сиквелом, она все же в большей степени переиздание, поскольку не продолжает, а пересказывает уже известную сюжетную линию.

## Игровой процесс
Игра не имеет определённого сюжета. Более того, в ней даже нет тех «сюжетных моментов», как это было сделано в первой игре. Нам опять отведена роль двух персонажей: доктора Алана Гранта и Раптора. Задача первого: выжить и спастись с острова, а задача второго: пробраться на судно, чтобы достичь «большой земли» (как было в оригинале). Основное же отличие теперь в том, что игрок не просто следует определённому маршруту. Теперь игрок может сам выбирать порядок уровней. Они показаны на карте. У каждого персонажа есть по пять уровней, два из которых (последние) не подлежат выбору. И если в оригинале у персонажей имелись различия в уровнях, то здесь это лишь изменённый маршрут и слегка урезанный уровень с водопадом (для Раптора). В остальном уровни идентичны.

### Игра за доктора Гранта
Игра за Гранта представляет собой классический аркадный шутер с элементами платформера. Сам геймплей идентичен оригиналу, но есть и несколько нововведений и изменений. Главное из них: Грант использует огнестрельное оружие. Это означает, что противники погибают, а не теряют сознание на какое-то время, как было в оригинале. Также в ряды противников добавились люди: охранники в синей форме и солдаты в камуфляже. Они используют различное огнестрельное оружие и гранаты. После смерти они оставляют бонус в виде оружия. В игре элементов платформера стало меньше: больше нет замысловатых пропастей и выступов, которые пружинят. Также Грант не может теперь хвататься за уступы. Строка здоровья уменьшилась: теперь это одна цельная строка жизней, но с числом « продолжении» вместо трёх одинаковых полосок здоровья, которые кончаются одна за другой. В игру добавлен уровень с поездкой на динозавре (как один из способов прохождения уровня). Также игрок меньше пересекается с персонажем Раптором: если в первой игре были подобные моменты, то в данной игре их значительно меньше.

### Игра за Раптора
Как и в оригинальной игре, игра за Раптора разительно отличается от игры за Гранта. Однако в данном случае этих отличий крайне мало. Так как в игре почти нет элементов платформера, то и Раптор не может теперь хвататься за уступы. Бонусы сократились: теперь нет ножек индюшек, чтобы восстановить здоровье. Поедание компусов больше не восстанавливает здоровье, ровно как и поедание чего-угодно в игре. Также уровни Раптора повторяют уровни Гранта, чего не было в оригинале. В самой же игре пересечения этих двух персонажей заметно сократились, а в конце игры Раптор сражается с другим, «черным раптором», но не с Грантом.

## Оценки и мнения
В целом игра получила сдержанные оценки. На сайте GameRankings проект имеет среднюю оценку в 56,25 %.
Журнал «Video Games & Computer Entertainment» дал игре 80 баллов, отмечая, что «игра приятная, особенно для тех, кто любит экшн\платформеры, но это не тот максимальный спектр ощущений от серии: просто способ хорошо провести время».
GamePro оказались сдержаннее и дали игре 70 баллов, добавив, что игра «лишь способ нажиться на славе фильма посредством сайд-скроллера: много работы для пальцев, а не для мозга». Сайт «Sega-16.com» дал игре меньше: всего 60 баллов. При этом было отмечено, что «игра содержит мало того, что зарекомендовала за собой компания BlueSky Software, выглядит, как попытка нажиться на франчайзе — неплохая покупка для веселья на один день».
Низшую оценку дал журнал Electronic Gaming Monthly — 56 баллов. Журнал отметил такие черты, как «отсутствие приближенности к сюжету фильма и повтор многих локаций оригинала», но также похвалили «чуть более улучшенную графику и управление», подытожив тем, что «фанаты фильма и первой игры должны оценить».